# Babînți, Borodeanka
Babînți (în ucraineană Бабинці) este o așezare de tip urban din raionul Borodeanka, regiunea Kiev, Ucraina. În afara localității principale, mai cuprinde și satul Buda-Babînețka.

## Demografie
Componența lingvistică a așezării de tip urban Babînți
     Ucraineană (95,28%)
     Rusă (4,61%)
     Alte limbi (0,04%)
Conform recensământului din 2001, majoritatea populației așezării de tip urban Babînți era vorbitoare de ucraineană (95,28%), existând în minoritate și vorbitori de rusă (4,61%).